# Henryk Towarnicki
Henryk Towarnicki (ur. 25 października 1882, zm. ?) – polski przemysłowiec naftowy, rotmistrz rezerwy Wojska Polskiego II Rzeczypospolitej, poseł na Sejm II kadencji.

## Życiorys
Na początku XX wieku prowadził handel lamp naftowych i łukowych we Lwowie przy ul.. Stefana Batorego 32.
W czasie wojny polsko-bolszewickiej w lipcu 1920 był inicjatorem powstania, a uzyskawszy zgodę, w sierpniu i wrześniu 1920 organizatorem 209 Ochotniczego Pułku Ułanów, w zamyśle będącym jednym oddziałem jazdy ochotniczej i formowanym w Sanoku z ochotników na obszarze zachodnim Okręgu Generalnego Lwów na koszt kapitalistów-nafciarzy. Z rozkazu gen. Roberta Lamezana-Salinsa z 25 sierpnia 1920 ochotnicy gromadzili się w folwarku majątku dworskiego w miejscowości Nowosielce-Gniewosz, a do formowanej jednostki przyłączono resztki I dywizjonu jazdy ochotniczej pod dowództwem rtm. Romana Augustynowicza. W Sanoku działało biuro zaciągowe pułku, zaś wyposażenie zapewniali przemysłowcy naftowi oraz Skarb Państwa, aczkolwiek prócz tego rtm. Towarnicki fundował samodzielnie elementy gospodarcze jednostki, jak również przekazał należące do siebie pierwsze konie dla pułku, które pochodziły z Warszawy i Lwowa. 10 września 1920 tzw. Podkarpacki Pułk Jazdy liczył 364 żołnierzy, w tym 11 oficerów, i tego samego dnia odbył się jego przegląd, dokonany przez Inspektora Okręgowego Armii Ochotniczej, który wszelako wykazał braki. W związku z tym decyzją ministra spraw wojskowych gen. Kazimierza Sosnkowskiego dokonano reorganizacji pułku, przemianowanego z ochotniczego na etatowy 209 Pułk Ułanów Podkarpackich, w którym rtm. Towarnicki został zastępcą dowódcy, płk. Władysława Beliny-Prażmowskiego. W dniach 8–24 listopada 1920 nastąpiło scalenie 209 Pułku Ułanów Podkarpackich z 212 Pułkiem Ułanów Lubelskich w jeden oddział, który otrzymał nazwę 22 Pułk Ułanów Podkarpackich. Po wojnie Henryk Towarnicki został zweryfikowany w stopniu rotmistrza ze starszeństwem z dniem 1 czerwca 1919 i 111. lokatą w korpusie oficerów rezerwowych kawalerii oraz otrzymał przydział mobilizacyjny do 6 Pułku Ułanów Kaniowskich w Stanisławowie. W styczniu 1925 został przeniesiony w rezerwie do 22 Pułku Ułanów Podkarpackich. W 1934 jako oficer pospolitego ruszenia pozostawał w ewidencji Powiatowej Komendy Uzupełnień Lwów Miasto. Posiadał przydział do Oficerskiej Kadry Okręgowej Nr VI i był wówczas „przewidziany do użycia w czasie wojny”.
W okresie II Rzeczypospolitej był przemysłowcem naftowym. W 1921 podjął odwierty w Mraźnicy pod Drohobyczem. Został członkiem założycielem powołanego 10 stycznia 1931 w Jaśle Podkarpackiego Związku, zrzeszającego przemysłowców naftowych. Posiadał 56-morgowe gospodarstwo w Pałuczynie w powiecie mogilnickim, które zbył w 1928. W okresie międzywojennym był właścicielem znacznej części trasy wąskotorowej kolejki leśnej istniejącej na odcinku Ustrzyki Górne–Sokoliki Górskie.
W kwietniu 1928 z ramienia Stronnictwa Chłopskiego uzyskał z listy państwowej mandat posła na Sejm RP II kadencji. Wraz z delegacją polskiego parlamentu w czerwcu 1928 uczestniczył w XIV Ekonomicznym Kongresie Międzyparlamentarnym w Wersalu, brał udział w Konferencji Unii Międzyparlamentarnej w Berlinie edycji XXV w sierpniu 1928 oraz w 1929. Był członkiem sejmowej Komisji Handlowo-Przemysłowej, a po wysunięciu przez posła Antoniego Langera zarzutów o stosowanie szantażu celem niedopuszczenia wykupu akcji naftowych przez finansistów zagranicznych, opuścił 12 marca 1929 klub parlamentarny SCh wyrokiem honorowego Sądu Marszałkowskiego z 24 marca 1929 został uznany niewinnym popełnienia czynu karygodnego, nie licującego ze stanowiskiem posła. Mandat poselski utracił 6 sierpnia 1929. Następnie postanowieniem Sądu Najwyższego z 2 listopada 1929 została sprostowana omyłka w sprawie wcześniejszego unieważnienia mandatu H. Towarnickiego, który wskutek tego odzyskał mandat.
Mieszkał we Lwowie przy placu Smolki 5.